# AMF Futsal World Cup 2015
Die 11. AMF - Futsal-Weltmeisterschaft fand vom 17. April bis zum 25. April 2015 in Belarus statt. Die 16 teilnehmenden Mannschaften spielten in 28 Partien den elften Futsal-Weltmeister unter der Schirmherrschaft der AMF aus.
Titelverteidiger war Kolumbien, die bei der letzten WM 2011 in Kolumbien den Titel zum zweiten Mal holen konnten.

## Gastgeber und Austragungsorte
Belarus richtet zum ersten Mal die Endrunde eines AMF-Wettbewerbs aus.
Gespielt wird in fünf verschiedenen Städten: Minsk, Brest, Pinsk, Baryssau und Maladsetschna.

## Teilnehmer
| 6 aus Europa   | Belarus     | Russland  | Tschechien | Norwegen  | Belgien | Slowakei  |         |
| 7 aus Amerika  | Argentinien | Brasilien | Paraguay   | Kolumbien | Uruguay | Venezuela | Curaçao |
| 1 aus Asien    | Kirgisistan |           |            |           |         |           |         |
| 1 aus Afrika   | Marokko     |           |            |           |         |           |         |
| 1 aus Ozeanien | Australien  |           |            |           |         |           |         |